# Bertram Phillips
Bertram Phillips foi um diretor britânico da era do cinema mudo.
Entre 1927 e 1929, ele dirigiu várias curtas-metragens, incluindo The New Paris Lido Club Band (1928) e Ag and Bert (1929). 

## Filmografia selecionada
- The Chance of a Lifetime (1916)
- Rock of Ages (1918)
- Tut-Tut and His Terrible Tomb (1923)
- The School for Scandal (1923)
- The Alley of Golden Hearts (1924)